# 애너 리서 필립스
애너 리서 필립스(Anna Lise Phillips, 1975년 ~ )는 오스트레일리아의 배우, 영화배우이다.
오스트레일리아에서 태어났다.

## 방송
- 레볼루션 시즌1

## 영화
- 더 탱크 (2016년) - 넬리 루긴 역
- 백트랙 (2015년) - 에리카 조지 역
- 더 킬링 필드 (2014년)
- 레볼루션 (2012년) - 매기 포스터 역
- 낫 이븐 어 마우스 (2010년)
- 애니멀 킹덤 (2010년) - 저스틴 호퍼 변호사 역
- 메리지 액트 (2000년)
- 홈 앤 어웨이 (1988년)